# Piper curvipilum
Piper curvipilum är en pepparväxtart som beskrevs av William Trelease. Piper curvipilum ingår i släktet Piper och familjen pepparväxter. Inga underarter finns listade i Catalogue of Life.